# Терек Ольга Іштванівна
Ольга Іштванівна Терек (нар. 3 травня 1940) — український учений у галузі фізіології рослин. Доктор біологічних наук, професор. Заслужений діяч науки і техніки України (1999), заслужений професор Львівського університету (2003). Академік АН ВШ України (1996).

## Життєпис
Народилася в с. Тисасірма, тепер — с. Дротинці Закарпатської області. Закінчила біологічний факультет ЛДУ ім. І. Франка (1965), де працює понині. Кандидат (1969), доктор (1988) біологічних наук, професор (1991), завідувач кафедри фізіології та екології рослин ЛНУ ім. І. Франка (з 1992 р.).

## Наукова діяльність
Основні наукові дослідження зосереджені у двох напрямах: вивчення впливу фізіологічно активних речовин на ріст рослин та азотний метаболізм на моделях різного рівня складності з метою конкретизації теоретичних положень регуляції росту рослин; вивчення адаптивних реакцій рослин до дії несприятливих чинників навколишнього середовища та застосування екзогенних регуляторів росту з протекторними властивостями.
Автор 300 наукових публікацій, 11 навчально-методичних, серед яких, зокрема, «Фізіологія рослин» (2005), «Ріст рослин» (2007).
Підготувала 10 кандидатів наук.

## Визнання
Заслужений професор Львівського національного університету ім. І. Франка (2003). Член президії Всеукраїнського товариства фізіологів рослин та голова його Львівського відділення.
Була членом спеціалізованих рад із захисту докторських (у КНУ ім. Т. Шевченка) та кандидатських дисертацій (у ЛНУ ім. І. Франка), головою оргкомітету двох міжнародних наукових конференцій «Онтогенез рослин у природному та трансформованому середовищі» (1998, 2004).
Лауреат Нагороди Ярослава Мудрого АН ВШ України (2010).

## Нагороди
- Заслужений працівник освіти України (10 жовтня 2011) — за вагомий особистий внесок у розвиток національної освіти, підготовку висококваліфікованих фахівців, багаторічну плідну науково-педагогічну діяльність та з нагоди 350-річчя Львівського національного університету імені Івана Франка[2]
- Лауреат 2012 року премії НАН України імені М. Г. Холодного за цикл праць «Порівняльні дослідження молекулярно-біологічних та фізіологічних процесів грибів та вищих рослин» (у співавторстві)[3].